# BC Aichach
Der BC Aichach (Ballspiel-Club Aichach 1917 e. V.) ist ein Sportverein aus der schwäbischen Kreisstadt Aichach. Er wurde als Fußballverein gegründet und verfügt heute über weitere Abteilungen für Schach und Stockschießen.

## Geschichte
Der Verein ging aus dem Katholischen Lehrlings Verein hervor. Die Gründungsversammlung fand am 17. Oktober 1917 im Gasthof Froschermayr statt. Als erster Sportplatz diente der Exerzierplatz an der Schrobenhausener Straße. 1919 wurde der Spielbetrieb aufgenommen. In der Zeit des Nationalsozialismus wurde der Verein mit dem örtlichen Turnverein zum TSV Aichach zusammengeschlossen. Im September 1945 entstand der Verein unter seinem alten Namen neu.
Von der untersten Spielklasse stieg er bis in die schwäbische Amateurliga hoch. 1963 war er Gründungsmitglied der Landesliga Bayern Süd. In den folgenden Jahren pendelte der Verein zwischen Landesliga und Bezirksliga. Nach dem Landesliga-Abstieg 1981 stürzte der Verein im Jahr darauf bis in die A-Klasse. Nach zwei Meisterschaften in Folge gehörte er ab 1985 wieder der Landesliga an.
Dem Abstieg aus der Landesliga 2000 folgte eine elfjährige Phase auf schwäbischer Bezirks- und Kreisebene. Erst 2011 kehrte der BC Aichach wieder in die Landesliga zurück und nahm in der Saison 2011/12 an der Relegation zur Regionalliga Bayern teil. Der BCA setzte sich in der ersten Runde gegen den TSV Großbardorf durch, scheiterte jedoch in der zweiten Runde an den Würzburger Kickers. Somit spielte der Verein in der Saison 2012/13 in der fünftklassigen Bayernliga Süd, wo er einen Relegationsplatz für die Regionalliga Bayern erreichte, in den zwei Entscheidungsspielen dann aber am FC Augsburg II scheiterte.
In der Saison 2013/14 errang der BC Aichach den Meistertitel in der Bayernliga Süd, konnte aber aufgrund des Ausstiegs des Hauptsponsors keine Lizenz für die Regionalliga beantragen. Die erste Mannschaft wurde anschließend vom Spielbetrieb abgemeldet, somit trat der BC Aichach 2014/15 nur noch mit der bisherigen zweiten Mannschaft in der Kreisliga an.

## Erfolge
- Aufstieg in die Landesliga Bayern: 1963, 1967, 1977, 1985, 1996, 2011
- Qualifikation für die Bayernliga Süd: 2012
- Meister der Bayernliga Süd: 2014

## Bekannte Spieler
- Alexander Benede, Jugendvereine TSV 1860 München und FC Bayern München
- Andreas Brysch, frühere Vereine u. a. die Drittligisten SSV Jahn Regensburg und SpVgg Unterhaching
- Christoph Burkhard, zeitweilig in der Jugend des BC Aichach aktiv und später für den damaligen Zweitligisten TSV 1860 München
- Miguel Coulibaly, früherer Zweitligaspieler für SSV Ulm 1846
- Manuel Hiemer, früherer Zweitligaspieler für FC Erzgebirge Aue
- Emin Ismaili, nationaler Meister im Kosovo mit KF Drita
- Stefan Jarosch, mehrfacher Jugendnationalspieler und früherer Zweitligaspieler für SV Wacker Burghausen
- Sebastian Mitterhuber, frühere Vereine u. a. die Drittligisten SV Wacker Burghausen und SpVgg Unterhaching
- Marco Küntzel, frühere Vereine u. a. die Bundesligisten  Borussia Mönchengladbach und Arminia Bielefeld
- Patrick Würll, frühere Vereine u. a. die Zweitligisten SSV Reutlingen 05 und VfB Lübeck